# Faunis sumatranus
Faunis sumatranus är en fjärilsart som beskrevs av Rothschild 1916. Faunis sumatranus ingår i släktet Faunis och familjen praktfjärilar. Inga underarter finns listade i Catalogue of Life.